# Stereoselectivitate
În chimie, stereoselectivitatea reprezintă proprietatea unei reacții chimice de a conduce la formarea unui amestec inegal de stereoizomeri, plecând de la un centru stereogen sau de la unul prostereogen. Altfel spus, stereoselectivitatea este preferința formării unui anumit stereoizomer.

## Tipuri
În funcție de natura stereoizomerilor implicați (diastereoizomeri sau enantiomeri), reacțiile stereoselective pot fi:
- enantioselective: preferința formării unui anumit enantiomer
- diastereoselective: preferința formării unui anumit diastereoizomer

## Exemple
Un exemplu de reacție stereoselectivă este dehidrohalogenarea 2-iodo-butanului, din care se obține un amestec 60% trans-2-butenă și 20% cis-2-butenă. Din moment ce izomerii geometrici ai alchenelor sunt diastereoizomeri, această reacție este diastereoselectivă:
Prin adiția de acid formic la norbornen se obține doar izomerul exo, de aceea reacția este stereospecifică: